# Un bien fou
Un bien fou est un roman d'Éric Neuhoff paru le 23 août 2001 aux éditions Albin Michel et ayant reçu le Grand prix du roman de l'Académie française la même année.

## Résumé
Lors d'un voyage en Italie, un jeune couple rencontre le célèbre auteur américain Sebastien Bruckinger. Entre ce vieil homme et la jeune femme, Maud, se noue une complicité faite de marivaudage, de séduction réciproque. De retour en France, Maud finit par disparaître. Le jeune homme plonge dans le chagrin puis dans le désir de vengeance.

## Éditions
- Un bien fou, éditions Albin Michel, 2001  (ISBN 2226126562).